# Olaf (jméno)
Olaf nebo Olav (/ˈoʊləf/, /ˈoʊlɑːf/, anglicky Ōleifr, Anleifr /ˈoʊlæf/; staronorsky: Áleifr, Ólafr) je běžné skandinávské jméno. Původ je možné odvodit jak z původního starogermánského Anu-laibaz, tak staroanglické formy Ǣlāf, Anlāf, příp. staronovgorodského dialektu Uleb.
V norštině poměrně běžné jméno Olav / Olaf odkazuje na norskou královskou rodinu, švédské Olov / Olof odkazuje na švédskou královskou rodinu. Starší, zejména na irském venkově a skotské vysočině vyslovované Amlaíb and Amhlaoibh, transkripce Aulay, též Mac Amhlaoibh / Mac Amhalghaidh a polatinštělé Olaus stále poukazuje ke švédské královské rodině, ve smyslu: „ten, který zde byl ponechán, aby v případě potřeby vládl“. Další z tradovaných verzí odkazuje na počeštěnou verzi latinizované formy Ola fem. a Claus mask.
Masivní rozšíření je datováno v matrikách až po roce 1648, starší záznamy se povětšinou nedochovaly, případně se jedná o lokální absenci, vyjma několika výjimek.